# Yasemin Çegerek
Yasemin Çegerek (Apeldoorn, 10 november 1977) is een Nederlands politica namens de PvdA. Ze is van Turkse komaf.

## Biografie
Çegerek studeerde bestuurskunde aan de Universiteit Twente en was lid van de gemeenteraad van Enschede namens Burgerbelangen Enschede. Van 2007 tot 2013 was ze lid van Provinciale Staten van Gelderland.
Op 18 juni 2013 werd Çegerek benoemd tot lid van de Tweede Kamer als opvolger van Désirée Bonis. Van 3 september 2013 tot 11 december 2013 werd Çegerek wegens zwangerschapsverlof vervangen door Henk Leenders. Çegerek maakte in december 2016 bekend de Tweede Kamer na de Tweede Kamerverkiezingen 2017 te verlaten.
In 2018 werd ze wethouder van de gemeente Heerde. Ze stopte per 1 mei 2022. In 2023 werd ze wethouder van de gemeente Brummen.

## Privé
Als hobby schildert Çegerek en marmert ze.
- Parlement.com: vjah9jrm3o66